# Willad z Danii
Willad z Danii, także Willehad (ur. 1482 w Danii, zm. 9 lipca 1572 w Brielle w Holandii) – kapłan franciszkanin, męczennik, święty Kościoła katolickiego.
Urodził się w Danii, gdzie wstąpił do franciszkanów. W czasie rozkwitu protestantyzmu został wraz z innymi franciszkanami zmuszony do opuszczenia ojczyzny. Znalazł schronienie w holenderskim Gorkum, w klasztorze, którego przełożonym był św. Mikołaj Pick. Gdy w 1572 wybuchło w Holandii prześladowanie katolików wzniecone przez kalwinistów, byli to tzw. gezowie, Willad został schwytany i uwięziony. Zginął śmiercią męczeńską w Brielle 9 lipca 1572. Miał w chwili śmierci powtarzać łacińskie słowa: Deo gratias!.
Został beatyfikowany wraz z grupą pozostałych męczenników z Gorkum 14 listopada 1675 przez papieża Klemensa X. Kanonizował go w Rzymie Pius IX 29 czerwca 1867.
Franciszkanie obchodzą wspomnienie liturgiczne św. Willada i pozostałych męczenników z Gorkum 9 lipca.